# Robo Vampire
Robo Vampire ist ein Low-Budget-Film aus dem Jahr 1988. Er ist den Filmgenres Horror-, Action- und Science-Fiction-Film zuzuordnen. Produziert wurde der Film von Filmark International Limited. Regie führte Godfrey Ho unter einem seiner zahlreichen Pseudonyme. Der Film ist ein sogenannter „Cut-and-Paste“-Film. Szenen die für Robo Vampire gedreht wurden, wurden mit Szenen des thailändischen Films Paa Lohgan (Originaltitel: ผ่าโลกันต์, deutsch: „Zerschneide die Welt“) zusammengeschnitten und synchronisiert. Robo Vampire ist allgemein anerkannt als „Z-Movie“.
Die Filme Devil's Dynamite (1987) und The Vampire Is Still Alive (1989) werden als Robo Vampire 2 – Devil's Dynamite und Robo Vampire 3 – Counter Destroy vermarktet. Sie haben inhaltlich nur wenig mit Robo Vampire gemeinsam.

## Handlung
Anmerkung: Die Beschreibung der Handlung basiert auf der deutschen Synchronfassung. Informationen die für das Verstehen der Handlung helfen, stammen aus der englischen Synchronfassung.
Die illegalen geschäftlichen Aktivitäten von Cole, Boss eines Drogenkartells in Hongkong, werden von (amerikanischen) Drogenermittlern mehr und mehr unterbunden. Produziert werden die Drogen im Goldenen Dreieck, Thailand. Dort hat gewisser Young die Befehlsgewalt.
Cole beauftragt einen taoistischen Schwarzmagier für den Schmuggel seiner Drogen. Er hat Jiang Shi (im Film werden diese Wesen als Vampire bezeichnet) erschaffen und kann diese mittels Bannzettel kontrollieren. Darüber hinaus hat er mit Christine – einen weiblichen Geist – einen Deal vereinbart: Wenn er sie mit Peter, ihren Bruder, der unter Kontrolle des Magiers steht, wieder vereint, werden die beiden im Gegenzug für ihn eine Zeit lang arbeiten. Die beiden führen eine inzestuöse Beziehung (Anmerkung: Nur in der deutschen Synchronfassung sind die beiden Geschwister).
Die beiden hauptverantwortlichen (amerikanischen) Drogenermittler, einer heißt Glenn, setzen Sophie und Brown, ihre besten Agenten, auf Cole und Young an. Die beiden agieren als Geistliche getarnt im Golden Dreieck.
Auf einer Straße in Küstennähe wird der Schwarzmagier von Tom Wilde – einen Drogenermittler – und seinen Kollegen gestoppt, um ihn zu verhaften. Dieser kann jedoch kann mit zwei Mitarbeitern fliehen. Tom erschießt die Handlanger. Der Schwarzmagier beschwört drauf hin seine Vampire, darunter auch Peter. Nach einem kurzen Kampf wird Tom von Peter schwer verletzt. Die anderen Drogenermittler sind tot.
Wenig später, in einem Labor, erliegt Tom seinen schweren Verletzungen. Ein Wissenschaftler schlägt Glenn vor, den verstorbenen Tom, in einen „Roboter-Androiden“ (Cyborg) zu verwandeln. Die Operationen ist ein voller Erfolg. Der neuer Cyborg bekommt den Namen „Kriegsroboter“, seine Primärwaffe ist ein Maschinengewehr.
Cole und seine Leute haben den Verdacht, das ein Verräter unter Bills Leuten ist (Bill ist die rechte Hand von Young). Sie informieren anscheinend Bill deswegen. Bill und einige seiner Leute fahren zur Kirche von Brown, um diesen Verdacht nachzugehen. Nachdem Bill Drogen in einem Kreuz entdeckt hat, erschießt er Brown. Sophie kann er nach einem kurzen Feuergefecht festnehmen. Sie kommt in das Hauptquartier von Young und wird dort gefoltert und von Young sexuell missbraucht.
Die Drogenermittler beauftragen Ray, einen Söldner, Sophie zu befreien. Sie soll geredet werden, damit sie Young keine Geheimnisse verrät. Auch Cole erfährt irgendwie von dem Befreiungsplan. Er reist mit einigen seiner Männer in das Goldene Dreieck, um Ray zu töten. Im letzten Moment wird dieser jedoch von Andy, einen Freund gerettet.
Kriegsroboter erweist sich als äußert effektiv. Er kann einige Leute von Cole verhaften. Der Magier und seine Vampire haben gegen ihn im Kampf keine Chance. Nicht einmal Peter kann gegen ihn was ausrichten. Kriegsroboter wird für Cole ein ernsthaftes Problem. Der Magier und Cole locken Kriegsroboter deshalb in eine Falle. Kriegsroboter kann jedoch jeden Angriff abwehren. Erst eine Bazooka-Rakete schaltet ihn aus. Obwohl Kriegsroboter offensichtlich ernsthaft beschädigt wurde, kann er in einer Operation schnell wieder repariert werden.
Während Christine und Peter ihren amourösen Gefühlen füreinander freien Lauf lassen, stört Kriegsroboter die Turteltäubchen und es kommt zu einem Schlagabtausch. Da Kriegsroboter zu stark ist, fliehen die beiden.
Ray kann Bill gefangen nehmen. Bill entschließt sich Ray zu helfen, da Young ihn töten lassen wollte, damit dieser nichts verrät. Wendy, Andys Schwester, schließt sich ebenfalls Rays Truppe an. Nach einer wilden Schießerei werden Ray und Wendy von Young gefangen genommen und ihn sein Hauptquartier gebracht. Die Truppe rund im Andy schmiedet einen Plan, wie sie die beiden befreien können. Als Cole sieht wie Andy das Hauptquartier angreift, macht sich dieser aus dem Staub. Wendy und Ray können sich mit Hilfe eines Mädchens befreien. Sophie wird gerettet. Nach schweren Verlusten auf beiden Seiten – unter anderem sterben Young und Bill – jagen Ray und seine Truppe das Hauptquartier mit Sprengstoff in die Luft.
Am Abend trifft sich Cole mit dem Schwarzmagier in seinem Domizil in Hongkong. Sie wollen Kriegsroboter endgültig ausschalten. Der platzt unerwartet in das Geschehen und erschießt einen nach den anderen. Der Schwarzmagier und Peter können fliehen ebenso Cole. Was aus Cole wird, erfährt man nicht. Nach einer zähen, langatmigen Verfolgungsjagd, lockt Peter Kriegsroboter in eine leere Gasse. Dort wird er bereits vom Magier erwartet. Dieser beschwört seine Vampire. Es kommt zum finalen Kampf: Christine fällt dem Magier in den Rücken und attackiert ihn. Dieser kann sie „töten“ indem er ein Bannzeichen auf ihre nackte Brust mit einem blutigen Finger schreibt. Die Vampire versuchen alles um Kriegsroboter aufzuhalten, sind aber chancenlos. Als der Magier in den Kampf eingreifen möchte, erscheint Christine völlig unerwartet und zerkratzt dem Magier das Gesicht. Er verstirbt kurz danach. Christine verschwindet so schnell, wie sie erschienen ist. Kriegsroboter verbrennt Peter mit einem Flammenwerfer-Aufsatz seines Maschinengewehres. Siegestriumphierend schreitet Kriegsroboter nach dem Kampf durch die dunklen Gassen Hongkongs.

## Hintergrund
Um die gedrehten Szenen für Robo Vampire mit denen aus Paa Lohgan zu verbinden, wurde die Schuss-Gegenschuss-Schnitttechnik angewandt. In fast allen dieser Szenen spielt Cole mit.
Es bestehen erhebliche Zweifel, ob Godfrey Ho Regie bei Robo Vampire führte. Er soll laut Internet Movie Database 1988 bei 39 Filmen Regie geführt haben. Das ist schon rein rechnerisch nicht möglich: Er gab selber in einem Interview an, dass die Dreharbeiten für einen Film etwa 2 bis 3 Wochen dauerten. Im Idealfall hätte er 26 Filme in einem Jahr drehen können. Als er im selben Interview auf den Film angesprochen wird, erinnert sich Godfrey Ho nicht an den Film. Laut Chang Seng-Kwong gab es keine echten Regisseur bei Robo Vampire. Chang Seng-Kwong wirkte bei Robo Vampire mit: Er war Stunt-Choreographer und spielt den Vampire in der Anfangsszene in Robo Vampire. Soweit er sich erinnern kann, war Anthony Mang, Kameramann bei Robo Vampire, für das komponieren der Szenen und die Regie der Dialogszenen verantwortlich. Seng-Kwong war für die Actionszenen verantwortlich. Das schlagkräftigste Argument dafür, dass Godfrey Ho nicht Regie geführt hat, ist eine Aussage die er einem Interview für „Hong Kong Cinemagic“ 2007 gab: „[...] Als guter Freund von Joseph arbeitete ich für Joseph, nicht für Filmark“, so Godfrey Ho. Somit schrieb er auch höchstwahrscheinlich nicht das Drehbuch für den Film.

## Produktion
Die Dreharbeiten zu Robo Vampire dauerten geschätzt 2 bis 3 Wochen. Die Szenen die für Robo Vampire gedreht wurden, wurden wahrscheinlich wie für den Film Crocodile Fury, ohne Ton gedreht. Ebenso bekamen die Darsteller keine Dialoge, sondern sollten irgendetwas sagen. Den Machen waren übertriebene Darstellung von Emotionen und Gesichtsausdrücken wichtiger. Die Dialoge wurde später im Synchronstudio erstellt.
Die Anfangsszene von Robo Vampire wurden nach Aussage des Schauspielers Kent Wills während den Dreharbeiten zu Crocodile Fury gedreht.
Alle Szenen die für Robo Vampire gedreht wurden, wurden in Hongkong gedreht.

## Der Credit
In den Credit (Engl. »Würdigung«) werden die Beteiligten eines Films genannt. Offenbar verstand man bei Filmark International Limited den Credit nur als eine Art Marketinginstrument.
In Robo Vampire gibt es nur Opening Credits. Es werden darin u. a. 9 Schauspieler genannt:
| Schauspieler/in | Rolle     |
| --------------- | --------- |
| Robin Mackay    | Unbekannt |
| Nian Watts      | Unbekannt |
| Harry Myles     | Unbekannt |
| Joe Browne      | Unbekannt |
| Nick Norman     | Unbekannt |
| George Tripos   | Unbekannt |
| David Borg      | Unbekannt |
| Diana Byrne     | Unbekannt |
| Alan Drury      | Unbekannt |

Es ist auffällig, dass von den in der Tabelle genannten Schauspielern, keiner eine Rolle zugeordnet werden kann. Es ist mehr über die Schauspieler und deren Rollen bekannt, die nicht im Credit erwähnt werden.
Nian Watts, Harry Myles, Nick Norman und David Borg spielen alle in den Filmen Robo Vampire und Cannibal Mercenary mit. Die Rollen dieser Schauspieler für Cannibal Mercenary sind ebenfalls nicht bekannt. Wenn man beide Film vergleicht, fällt auf, dass keiner der genannten Schauspieler mitspielt. Auch bei den restlichen Schauspielern bestehen erheblich Zweifel, ob diese existieren.
In anderen von Filmen von Filmark International Limited finden sich in den Credits vielfach Schauspieler denen man keine Rollen zuordnen kann. Der Film Shootout (1988) ist ein Beispiel von vielen.
Der Regisseur Joe Livingstone und Drehbuchautor William Palmer existieren ebenfalls höchstwahrscheinlich nicht. Hinter diesen Pseudonymen verbirgt sich – wie bereits im Kapitel Hintergrund beschrieben – nicht Godfrey Ho.
Der Credit von Robo Vampire diente in erster Linie dazu (ahnungslose) Filmverleiher und Kinogänger vorzumachen, es handele sich um einen internationalen Film. Zu der Zeit als Robo Vampire rauskam, musste diese Schwindel nur solange funktionieren bis Filmverleiher und Kinogänger bezahlt haben. „Filmverleiher, Produzenten interessiert nur das Geld. Filmemacher interessiert nur die Kunst. Das ist der Unterschied [...]“, so Godfrey Ho in einem Interview.

## Deutsche Synchronisation
Die deutsche Synchronisation von Robo Vampire basiert auf der Original-Synchronfassung. Es gibt zum Teil deutliche Unterschiede.
Ergänzungen:
- In der 2. Szene des Films unterhalten sich die Drogendealer während sie die Kisten mit Drogen transportieren. In der Original-Synchronfassung schweigen sie.

Fehlende Informationen:
- Es wird in der deutschen Synchronisation nicht Glenns Name erwähnt. Glenn ist ein Vorgesetzter von Tom Wilde.
- Das Goldene Dreieck wird nicht erwähnt.

Verfälschte Übersetzungen:
- In einer Szene unterhalten sich der Schwarzmagier und ein Mitarbeiter von Cole über den misslungenen Drogendeal (in dieser Szene wurde Tom Wilde schwer verwundet). Der Mitarbeiter sagt zu dem Schwarzmagier u. a., das Tom ziemlich sauer wegen des misslungenen Drogendeals auf sie sei. In der Original-Synchronisation sagt der Mitarbeiter an dieser Stelle, dass der verdammte Cop Tom sie beinahe erwischt hätte. Mit Ersteren wird angedeutet, dass Tom Wilde in Drogengeschäfte verwickelt sei.
- Der Wohl gravierendste Unterschied zur Original-Synchronfassung: Christine („weiblicher Geist“) und Peter („Vampire mit der Affenmaske“) sind in der deutschen Synchronfassung Geschwister. In einer etwas bizarren Liebesszene wird deutlich, dass die beiden dadurch eine inzestuöse Beziehung führen. In der Original-Synchronfassung werden sie als normales Liebespaar dargestellt.

## Indizierung und Streichung
Der Film wurde am 10. Januar 1992 durch die Entscheidung Nr. 4240 (V) der Bundesprüfstelle für jugendgefährdende Schriften (BPjS), ab 2003 Bundesprüfstelle für jugendgefährdende Medien (BPjM), ab 1. Mai 2021 Bundeszentrale für Kinder- und Jugendmedienschutz (BMFSFJ), indiziert.
Durch die Entscheidung Nr. A 238/16 vom 15. Dezember 2016 (Pr. 1025/16) wurde Robo Vampire aus der Liste der jugendgefährdenden Medien gestrichen. Die Streichung aus der Liste erfolgte gemäß § 18 Absatz 7 Satz 2 JuSchG.

## Veröffentlichungen
Der Film wurde als Direct-to-Video von der Vertriebsgesellschaft Movie-House auf VHS im Jahr 1990 in Deutschland veröffentlicht.
2020 wurde der Film von „Mr. Banker Films“ auf DVD veröffentlicht.

## Kritiken
„schnuff“ von „DIE-BESTEN-HORRORFILME.de“ kommt zu folgenden Fazit: „[...] Der Film ist Angriff auf die Lachmuskeln, wenn man auf Trash steht. In diesem Falle sollte man sich diese Gurke auf gar keinen Fall entgehen lassen, auch wenn er zum Schluss ein wenig langweilig wird.“
„El Tofu“ von der Webseite „Tofu Nerdpunk“: „Für Trashreunde [sic] ein wahres Fest. Natürlich ein extrem schlechter Streifen, der aber zu keinem Zeitpunkt langweilt und immer wieder mit dummen Ideen protzen kann.“

## Trivia
Nach dem deutschen Strafrecht begehen Christine („weiblicher Geist“) und Peter („Vampire mit der Affenmaske“) keinen Inzest. Das Strafgesetzbuch gilt für alle natürlichen und juristischen Personen.